# Alexis (Sängerin)

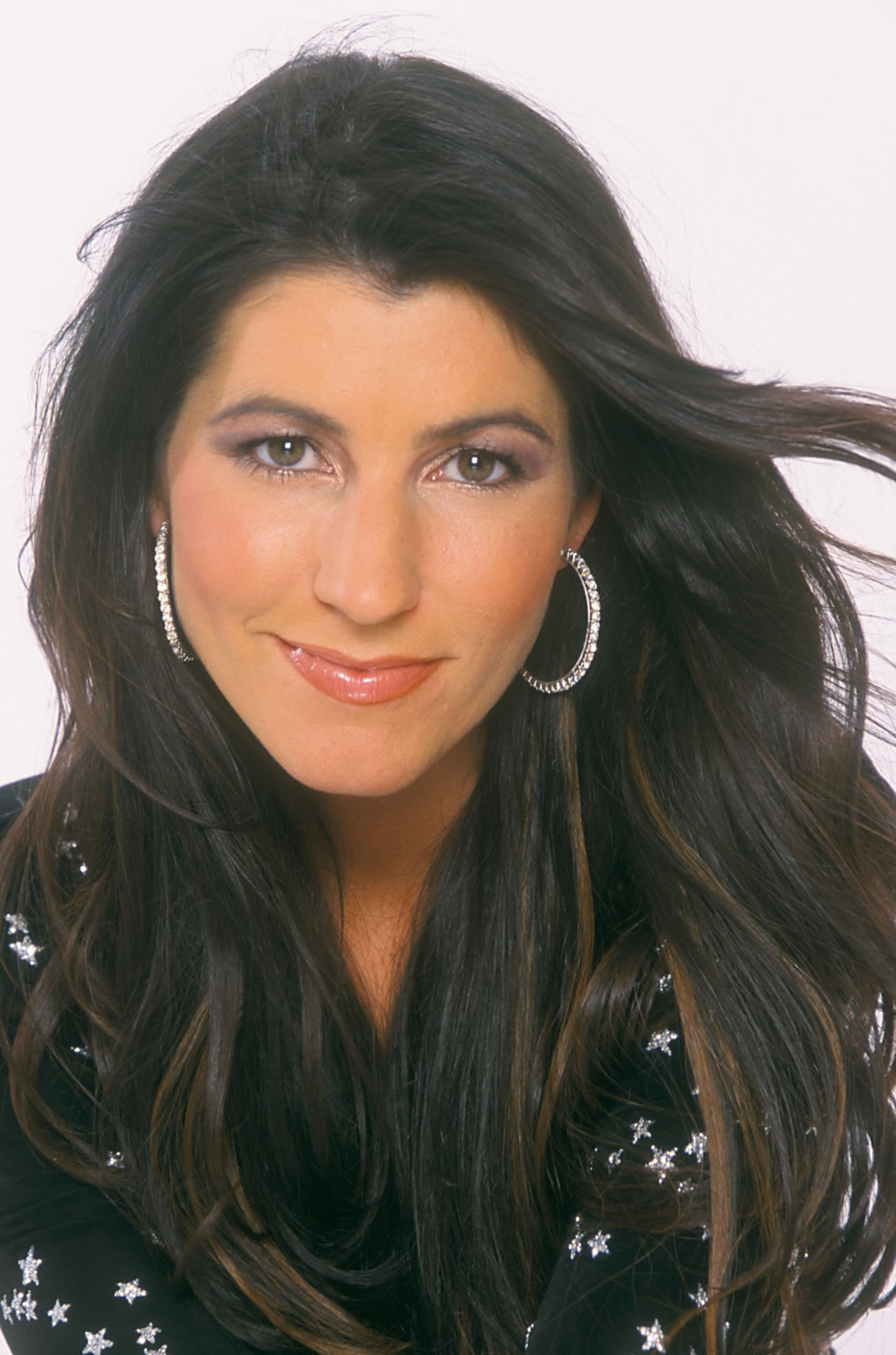
Alexis (2006)

Alexis (* 2. Dezember 1968 in Hamburg als Alexandra Breuer) ist eine deutsche Popmusik- und Gala-Sängerin.

## Karriere
Alexis wurde durch ihre Teilnahme an der Rudi Carrell Show bekannt. Darin gewann sie am 21. Januar 1989 mit einer Interpretation des Whitney-Houston-Songs One Moment in Time einen Plattenvertrag. Später sang sie die Hauptrolle auf dem deutschen Top-10-Album Tabaluga & Lilli und trat auch in der Hauptrolle als Lilli in der Bühnenversion von Peter Maffays Musical Tabaluga & Lilli auf.

## Diskografie

### Singles
- 1986: Do You Really Want Me
- 1987: First Night of Love
- 1990: Prisoner of Love
- 1990: Close to Heaven
- 1990: Lying Eyes
- 1992: Du hast so viel in dir
- 1993: Ich fühl wie du (Duett mit Peter Maffay)
- 1996: Empire of the Champ
- 1997: Where Are You?
- 1999: Eine ferne Melodie (mit Edward Simoni)
- 2004: Schwerelos geborgen (mit Edward Simoni)

### Alben
- 1990: Alexis
- 1999: Eine ferne Melodie (Edward Simoni feat. Alexis)
- 2004: Schwerelos geborgen (Edward Simoni feat. Alexis)
- 2008: Remember

### Beiträge
- 1993: Tabaluga & Lilli (Album von Peter Maffay, ein Duett)
- 1994: Tabaluga & Lilli (Live-CD, zwei Titel „Ich fühl wie du“)
- 1994: White Magic (Soundtrack; ein Titel „Crystal Dreams“)
- 1998: Owner of a Lonely Heart (Single; 2 Ruff feat. Alexis)
- 2000: Return to the Funk (Maxi; Harry Calahan feat. Alexis)